# Jared Cunningham
Jared Cunningham (* 22. Mai 1991 in Oakland, Kalifornien) ist ein US-amerikanischer Basketballspieler, der von 2012 bis 2016 in der nordamerikanischen Profiliga National Basketball Association (NBA) spielte. Von 2017 bis 2018 stand er im Kader der Basketballmannschaft des FC Bayern München und holte das Double aus Meisterschaft und Pokal.
Seit Ende November 2018 steht er im Kader von Basket Brescia Leonessa.

## Karriere

### College
Cunningham spielte insgesamt drei Jahre lang an der Oregon State University und konnte seine Statistiken von 6,2 Punkten, 2 Rebounds und 0,9 Assists im Freshman-Jahr auf insgesamt 17,9 Punkte, 3,8 Rebounds, 2,8 Assists und 2,53 Steals verbessern.

### NBA
Nach seiner College-Laufbahn meldete sich Cunningham zur NBA-Draft 2012 an, wo er in der ersten Runde an 24. Stelle von den Cleveland Cavaliers rekrutiert wurde. Noch am gleichen Abend wurde er zusammen mit denen von Jae Crowder und Bernard James im Tausch für Kelenna Azubuike und Tyler Zeller zu den Dallas Mavericks transferiert. Am 21. Juli 2012 unterschrieb er offiziell seinen Rookievertrag.
Im Sommer 2013 wurde er zu den Atlanta Hawks getradet. Am 22. Februar 2014 wurde er von den Hawks entlassen und einen Monat später bis Saisonende von den Sacramento Kings unter Vertrag genommen.
In der Saison 2014/15 spielte Cunningham zunächst für die Clippers aus Los Angeles und wurde Anfang Januar schließlich zu den Philadelphia 76ers getradet. Er wurde dort aber nicht eingesetzt und spielte den Rest der Saison in der D-League für die Delaware 87ers. Im Sommer 2015 wechselte er zu den Cleveland Cavaliers. Er wurde jedoch nach einem halben Jahr entlassen. Nach einem kurzen Intermezzo bei den Milwaukee Bucks, kehrte er im März 2016 zu den Idaho Stampede zurück.